# Fedora (Linux-disztribúció)
A Fedora a Linux közösség és a Red Hat által támogatott, a Fedora projekt által fejlesztett Linux-disztribúció. A Fedora különböző szabad és nyílt forráskódú licencek alapján terjesztett szoftvert tartalmaz, és célja, hogy az ilyen technológiák élvonalában legyen. A Fedora a kereskedelmi Red Hat Enterprise Linux disztribúció alapja.
2016 februárjában a Fedorának becslések szerint 1,2 millió felhasználója volt, köztük Linus Torvalds, a Linux kernel alkotója.

## Ismertető
A Red Hat által szponzorált és a Linux közösség által támogatott nyílt forrású fejlesztés. A Fedora fejlesztői a legújabb funkciókat és lehetőségeket integrálják a rendszerükbe, miközben szoros együttműködésben vannak a Red Hat mérnökeivel, akik a kereskedelmi célú Red Hat Enterprise Linux-ot a Fedora alapjaira fejlesztik.
A Fedora Projekt célja a linuxos közösség segítségével egy teljes, általános célú operációs rendszert felépíteni, melynek alaptelepítése csak szabad szoftverekből állhat. A rendszer természetesen bővíthető kereskedelmi és/vagy zárt forráskódú szoftverekkel is. A fejlesztés nyílt fórumokon keresztül zajlik. A projekt tervszerűen, jelenleg kb. 6 havonta tesz közzé új kiadást, ami közel 13 hónapig támogatott. A Red Hat mérnökcsapata továbbra is részt vesz a Fedora összeállításában, továbbá felkéri és bátorítja a külső részvételt a fejlesztésben, mely korábban is lehetséges volt a Red Hat Linuxnál.
A telepítéskor használható nyelvek között a Fedora Core 2 megjelenése óta már a magyar is szerepel, és a telepített rendszer is tud magyarul.
A Fedora (akárcsak a Red Hat Linux) az RPM csomagkezelőt illetve csomagformátumot használja.

## Változatok
A Fedora 30 kiadása óta öt különböző fő kiadás áll rendelkezésre. A Workstation a munkaállomásokra és személyi számítógépekre koncentrál, a Server pedig a kiszolgálókra. A CoreOS kifejezetten a számítási felhőt és a konténereket helyezi előtérbe, míg a Silverblue hasonló technológiákat használva, de személyi számítógépekhez készül, a Fedora IoT pedig IoT-eszközökhöz. Az előbbi ötön kívül a Fedora még Spin-eknek nevezve kínálja a GNOME-tól eltérő felhasználói felülettel rendelkező általános célú változatait, valamint kínál a Fedora Labs keretében témaspecifikus csomagokat, melyek mind létező telepítések kiegészítéseként, mind önálló verzióként elérhetőek.

## Verziótörténet
A projekt neve a 6-os verzióig Fedora Core volt, a 7-es verziónál egyszerűsítették Fedorára. 
| Verzió | Kódnév            | Kiadási dátum | Támogatás megszűnése | Kernelverzió | GNOME verzió |
| ------ | ----------------- | ------------- | -------------------- | ------------ | ------------ |
| 1      | Yarrow            | 2003-11-05    | 2004-09-20           | 2.4.19       | 2.4          |
| 2      | Tettnang          | 2004-05-18    | 2005-04-11           | 2.6.5        | 2.6          |
| 3      | Heidelberg        | 2004-11-08    | 2006-01-16           | 2.6.9        | 2.8          |
| 4      | Stentz            | 2005-06-13    | 2006-08-07           | 2.6.11       | 2.10         |
| 5      | Bordeaux          | 2006-03-20    | 2007-07-02           | 2.6.15       | 2.14         |
| 6      | Zod               | 2006-10-24    | 2007-12-07           | 2.6.18       | 2.16         |
| 7      | Moonshine         | 2007-05-31    | 2008-06-13           | 2.6.21       | 2.18         |
| 8      | Werewolf          | 2007-11-08    | 2009-01-07           | 2.6.23       | 2.20         |
| 9      | Sulphur           | 2008-05-13    | 2009-07-10           | 2.6.25       | 2.22         |
| 10     | Cambridge         | 2008-11-25    | 2009-12-17           | 2.6.27       | 2.24         |
| 11     | Leonidas          | 2009-06-09    | 2010-06-25           | 2.6.29       | 2.26         |
| 12     | Constantine       | 2009-11-17    | 2010-12-02           | 2.6.31       | 2.28         |
| 13     | Goddard           | 2010-05-25    | 2011-06-24           | 2.6.33       | 2.30         |
| 14     | Laughlin          | 2010-11-02    | 2011-12-09           | 2.6.35       | 2.32         |
| 15     | Lovelock          | 2011-05-24    | 2012-06-26           | 2.6.42       | 3.0          |
| 16     | Verne             | 2011-11-08    | 2013-02-12           | 3.3.0        | 3.2          |
| 17     | Beefy Miracle     | 2012-05-29    | 2013-07-30           | 3.3          | 3.4          |
| 18     | Spherical Cow     | 2013-01-15    | 2014-01-14           | 3.11         | 3.6          |
| 19     | Schrödinger's Cat | 2013-07-02    | 2015-01-06           | 3.12         | 3.8          |
| 20     | Heisenbug         | 2013-12-17    | 2015-06-23           | 3.12         | 3.10         |
| 21     | –                 | 2014-12-09    | 2015-12-01           | 3.12         | 3.14         |
| 22     | –                 | 2015-05-26    | 2016-07-19           | 4.1.6        | 3.16         |
| 23     | –                 | 2015-11-03    | 2016-12-20           | 4.2.5        | 3.18         |
| 24     | –                 | 2016-06-21    | 2017-08-08           | 4.5.7        | 3.20         |
| 25     | –                 | 2016-11-22    | 2017-12-12           | 4.8          | 3.22         |
| 26     | –                 | 2017-07-11    | 2018-05-29           | 4.11         | 3.24         |
| 27     | –                 | 2017-11-14    | 2018-11-30           | 4.13         | 3.26         |
| 28     | –                 | 2018-05-01    | 2019-05-28           | 4.16         | 3.28         |
| 29     | –                 | 2018-10-30    | 2019-11-30           | 4.18         | 3.30         |
| 30     | –                 | 2019-05-07    | 2020-05-26           | 5.0          | 3.32         |
| 31     | –                 | 2019-10-29    | 2020-11-24           | 5.3          | 3.34         |
| 32     | –                 | 2020-04-28    | 2021-05-25           | 5.6          | 3.36         |
| 33     | –                 | 2020-10-27    | 2021-11-30           | 5.8          | 3.38         |
| 34     | –                 | 2021-04-27    | 2022-06-07           | 5.11         | 40           |
| 35     | –                 | 2021-11-02    | 2022-12-07           | 5.14         | 41           |
| 36     | –                 | 2022-05-10    | 2023-05-16           | 5.17         | 42           |
| 37     | –                 | 2022-10-18    | 2023-11-22           |              |              |
| 38     | –                 | 2023-04-18    |                      |              |              |
| 39     | –                 | 2023-11-07    | 2024-11-26           | 6.5          | 45           |
| 40     | –                 | 2024-04-23    | 2025-05-13           | 6.8          | 46           |
| 41     | –                 | 2024-10-29    | 2025-11-19           | 6.11         | 47           |
| 42     | Adams             | 2025-04-15    | 2026-05-13           | 6.14         | 48           |
| 43     | –                 | 2025-11-11    | 2026-12-02           |              | 49           |

Az X. kiadás támogatásának vége az X+2. kiadás megvalósult ( nem az eredetileg tervezett ! ) kiadási ideje +4 hét.

## Külső hivatkozások
- Fedora - Hivatalos oldal
- RPM Fusion - kiegészítő szoftverek
- Fedora a DistroWatch-on